# Iglesia Nuestra Señora de Lourdes y San Vicente Pallotti

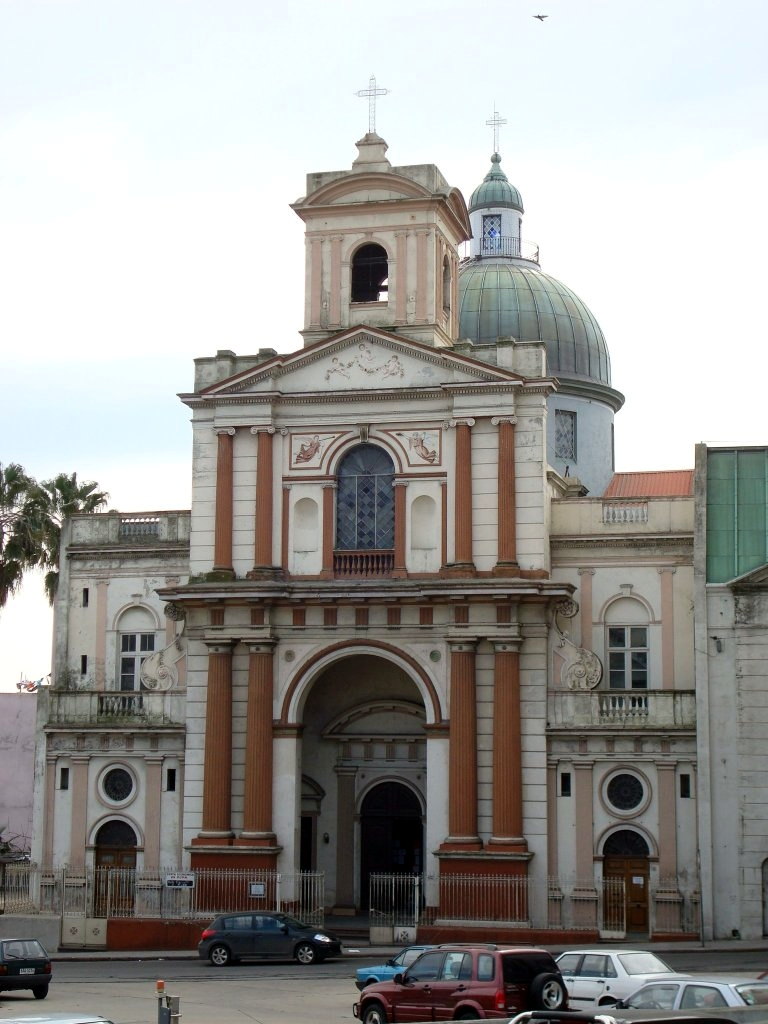
Nuestra Señora de Lourdes

Die Iglesia de Nuestra Señora de Lourdes y San Vicente Pallotti (Kirche unserer Lieben Frau in Lourdes und St. Vinzenz Pallotti), auch als Iglesia de Lourdes bekannt, ist ein katholisches Kirchengebäude in der uruguayischen Landeshauptstadt Montevideo.
Das in den Jahren 1885 bis 1888 errichtete Gebäude befindet sich in der Ciudad Vieja an der Calle Paysandú 763 zwischen den Straßen Avenida Int. Ing. Juan P. Fabini und Florida. Es entstand nach einem Entwurf des Ingenieurs Ignacio Pedrálbez. Im Jahr 2007 fanden Restaurierungsarbeiten unter Leitung der Architekten F. Collet und D. Neri statt.
Seit 2005 ist das Gebäude als Monumento Histórico Nacional klassifiziert.